# حمله اسفند ۱۳۹۷ کابل
حمله ۱۶ حوت ۱۳۹۷ کابل حمله راکتی بود که روز ۱۶ حوت/اسفند ۱۳۹۷ در مراسمی که به بزرگداشت عبدالعلی مزاری در مصلی مزاری واقع در دشت برچی کابل که مردم عادی و چهره‌های سیاسی در این مراسم حضور داشتند، رخ داد. در این حمله راکتی دستکم ۱۱ تن کشته و ۹۵ تن زخمی شدند. قربانیان این حمله از مردمان هزاره بودند که در این مراسم حضور یافته بودند.

## جزئیات
روز پنجشنبه ۱۶ حوت ۱۳۹۷ نخستین صدای انفجار حوالی ساعت ۱۲ ظهر به وقت کابل و در هنگام سخنرانی عبدالله عبدالله در مراسمی که به یادبود سالروز کشته شده عبدالعلی مزاری در مصلی عبدالعلی مزاری در منطقه دشت برچی کابل برگزار شده بود شنیده شد. این مراسم پس از اولین انفجار ادامه یافت و در هنگام سخنرانی یونس قانونی انفجار دیگری رخ داد و برگزار کنندگان اعلان کردند که مراسم پایان یافته‌است. تاکنون دستکم ۱۰ انفجار به وقوع پیوست و جمعیت حاضر در مراسم از مصلی خارج شدند. در این مراسم چهره‌های سیاسی مطرح دیگری چون حامد کرزی، محمد محقق، محمد حنیف اتمر، صلاح‌الدین ربانی و عبدالطیف پدرام حضور داشتند. عبدالطیف پدرام در صفحه فیس‌بوک خود خبر از زخمی شدنش را منتشر کرد. دفتر مطبوعاتی حنیف اتمر تأیید کرد که ۸ محافظ حنیف اتمر در این حمله زخمی شدند. نصرت رحیمی، سخنگوی وزارت داخله افغانستان به رسانه‌ها گفته‌است که خمپاره‌ها از یک خانه در حوزه هجدهم به سمت محل برگزاری مراسم پرتاب شده و شخص پرتاب کننده بازداشت شده‌است. وی همچنین گفته‌است که دو نفر دخیل دیگر در این رویداد نیز شناسای و پس از هفت ساعت محاصره کشته شدند. به گفته وزارت داخله، مهاجمان که تعداشان سه تن بوده‌است، در یک محوطهٔ آنتن مخابراتی شرکت روشن در ساحهٔ به نام «قلعهٔ چِتگر» در مربوطات ناحیهٔ هجدهم کابل و در چند صد متری محل برگزاری مراسم جابجا شده بودند. در عملیات پاکسازی نیروهای ویژه پلیس دو تن از مهاجمان کشته و یک تن دیگرشان زخمی شده‌است.

## واکنش‌ها
- گلبدین حکمتیار این حمله را محکوم کرد. وی حمله مرمی‌های هاوان بر مصلی عبدالعلی مزاری اتفاق افتاد را یک حمله وحشیانه، غیراخلاقی و غیرانسانی دانست.[۷]
- عطا محمد نور این حمله را توطئه سازمان‌یافته علیه تیم صلح و اعتدال و بقیه رهبران سیاسی و آن را نشان دهنده بزرگترین بی‌کفایتی و ضعف حکومت وحدت دانست. وی ضمن تقبیح این حمله «بزدلانه»، خواستار پیگیری جدی آن شد. وی مدعی شد که زمینه‌ساز این حمله حلقات معین از داخل حکومت است.[۸]
- محمد محقق حمله راکتی به مصلی مزاری را کار حکومت در تبانی با داعش دانست.[۹]
- حامد کرزی این حمله را کار عناصر بیگانه و ضد صلح و اتحاد دانست.[۲]
- صلاح الدین ربانی مردم را قربانیان اصلی این حمله خواند و تأکید کرد که مردم این «جنایات تروریست‌ها» را هرگز فراموش نخواهند کرد.[۲]
- محمد حنیف اتمر این حمله را «ظالمانه» خواند و گفت که این حمله از سوی «دشمنان وحشی» علیه مردم افغانستان انجام شده‌است.[۱]

## مسئولیت
داعش مسئولیت این حمله را بر عهده گرفته‌است. اما وزارت داخله افغانستان می‌گوید که این حمله از سوی گروه طالبان انجام شده‌است.